# Dennis Gjengaar
Dennis Gjengaar (Horten, 24 febbraio 2004) è un calciatore norvegese, attaccante dei New York Red Bulls.

## Carriera

### Club
Gjengaar è cresciuto nelle giovanili dell'Ørn-Horten. Ha esordito in 3. divisjon in data 7 maggio 2019, sostituendo Artan Brovina nella sconfitta per 2-3 subita in casa contro il Vålerenga 2. Nella circostanza, è diventato il più giovane calciatore a debuttare con la prima squadra di questo club, all'età di 15 anni e 68 giorni.
Nel corso del 2020 è passato all'Odd, che lo ha inizialmente aggregato alle proprie giovanili, mentre l'anno seguente è stato promosso in prima squadra, pur senza giocare alcun incontro. Il 25 febbraio 2022 ha firmato il primo contratto professionistico con questo club. Ha esordito in Eliteserien in data 6 agosto 2022, sostituendo Syver Aas nella sconfitta per 7-0 subita in casa del Bodø/Glimt. Il 10 settembre ha siglato le prime reti nella massima divisione locale, nella vittoria per 1-3 arrivata sul campo del Sandefjord.
Il 16 febbraio 2024 è stato ufficializzato l'approdo di Gjengaar agli statunitensi dei New York Red Bulls, per cui ha firmato un contratto quadriennale: i termini dell'accordo tra i club sono rimasti invece riservati. Ha esordito in Major League Soccer in data 16 marzo 2024, sostituendo Frankie Amaya nella sconfitta per 3-0 in casa del Columbus Crew. Il 22 giugno successivo è arrivato il primo gol, nel successo per 3-0 sul Toronto FC.

### Nazionale
Gjengaar ha rappresentato la Norvegia a livello Under-15, Under-17, Under-18, Under-19 e Under-20.

## Statistiche

### Presenze e reti nei club
Statistiche aggiornate al 3 ottobre 2024.
| Stagione   | Club           | Campionato | Campionato | Campionato | Coppe nazionali | Coppe nazionali | Coppe nazionali | Coppe continentali | Coppe continentali | Coppe continentali | Supercoppe | Supercoppe | Supercoppe | Totale | Totale |
| Stagione   | Club           | Comp       | Pres       | Reti       | Comp            | Pres            | Reti            | Comp               | Pres               | Reti               | Comp       | Pres       | Reti       | Pres   | Reti   |
| ---------- | -------------- | ---------- | ---------- | ---------- | --------------- | --------------- | --------------- | ------------------ | ------------------ | ------------------ | ---------- | ---------- | ---------- | ------ | ------ |
| 2019       | Ørn-Horten     | 3D         | 15         | 1          | CN              | 0               | 0               | -                  | -                  | -                  | -          | -          | -          | 15     | 1      |
| 2021       | Odd            | ES         | 0          | 0          | CN              | 0               | 0               | -                  | -                  | -                  | -          | -          | -          | 0      | 0      |
| 2022       | Odd            | ES         | 10         | 5          | CN              | 2               | 0               | -                  | -                  | -                  | -          | -          | -          | 12     | 5      |
| 2023       | Odd            | ES         | 29         | 2          | CN              | 3               | 0               | -                  | -                  | -                  | -          | -          | -          | 32     | 2      |
| Totale Odd | Totale Odd     | Totale Odd | 39         | 7          |                 | 5               | 0               |                    | -                  | -                  |            | -          | -          | 44     | 7      |
| 2024       | N.Y. Red Bulls | MLS        | 25         | 2          | USOC            | 0               | 0               | -                  | -                  | -                  | LC         | 2          | 0          | 27     | 2      |
| Totale     | Totale         | Totale     | 79         | 10         |                 | 5               | 0               |                    | -                  | -                  |            | 2          | 0          | 86     | 10     |